# Коренюк, Алексей Евсеевич
Алексей Евсеевич Коренюк (1924—2017) — старший аппаратчик цеха № 2 Южно-Уральского никелевого комбината, Герой Социалистического Труда.

## Биография
Родился в селе Александровка Гайского района Оренбургской губернии 10 ноября 1924 года в многодетной крестьянской семье. С 14-летнего возраста работал в колхозе.
В октябре 1942 года призван в РККА, командир отделения 934-го отдельного батальона связи 42-го стрелкового корпуса (Центральный, 1-й, 2-й и 3-й Белорусский фронты), сержант. Награждён медалями «За отвагу», «За взятие Кенигсберга», «За победу над Германией в Великой Отечественной войне 1941—1945 гг.», орденами Красной Звезды, Отечественной войны II степени.
После демобилизации с 1948 года работал учеником фильтровщика, фильтровщиком, старшим аппаратчиком в цехе № 2 Южно-Уральского никелевого комбината.
Указом Президиума Верховного Совета СССР от 30 марта 1971 года за выдающиеся успехи, достигнутые в развитии цветной металлургии, присвоено звание Героя Социалистического Труда.
Награждён двумя медалями «За трудовое отличие» (1954, 1966).
С 1975 г. на пенсии.
Умер 23 мая 2017 года в Орске. Похоронен на Первомайском кладбище Орска.